# 사이마호
사이마 호(Saimaa)는 핀란드 남동부의 호수이다. 넓이 4,400km2로 핀란드에서 가장 넓은 호수이자, 유럽에서 네번째로 넓은 호수이다.